# Richard Ripley
Richard Ripley   (Middlesbrough, 23 de juny de 1901 - Hartlepool, juliol 1996) va ser un atleta anglès que va competir durant la dècada de 1920.
El 1924 va prendre part en els Jocs Olímpics de París, on guanyà la medalla de bronze en la prova dels 4x400 m relleus del programa d'atletisme. Va formar equip amb Edward Toms, George Renwick i Guy Butler.

## Millors marques
- 400 metres llisos. 49.8" (1925)[1]